# بني يونس السفلى (سيدي علي بورقبة)
بني يونس السفلى هي إحدى مشيخات المملكة المغربية، تتبع جغرافيا لإقليم تازة وإداريًا لسيدي علي بورقبة. يقدر عدد سكانها بـ 6237 نسمة حسب الإحصاء الرسمي للسكان والسكنى لسنة 2004.